# Conche (Terranova y Labrador)
Conche es un pueblo canadiense situado en la provincia de Terranova y Labrador.

## Superficie
Conche tiene una superficie de 10,03 km².

## Demografía
En 2021, tenía 149 habitantes, una densidad poblacional de 14,9 hab./km², y 120 viviendas.